# Club Deportivo San Lorenzo
El Club Deportivo San Lorenzo es un club de fútbol de España de la localidad de Ezcaray (La Rioja). Fue fundado en 1969, y juega actualmente en Regional Preferente de La Rioja.

## Historia
El C. D. San Lorenzo, fundado en 1969, participó hasta la temporada 1985-86 en la competiciones regionales de la Federación Navarra de Fútbol pasando en 1986 a la recién creada Federación Riojana de Fútbol siendo inscrito en la Regional Preferente y retirándose al finalizar la temporada.
El club fue inscrito de nuevo en la temporada 1989-90 dentro de la Primera Regional, pasando a la Regional Preferente en la temporada 1991-92 al extinguirse la Primera Regional. El C. D. San Lorenzo permaneció en Preferente hasta la temporada 2005-06, pasando en dos temporadas de finalizar en 21.ª posición a proclamarse en campeón de liga.
Su paso por la Tercera División fue efímero al ocupar el 19.º puesto al finalizar la temporada, compitiendo desde entonces en la Regional Preferente.
El club decidió no inscribir al equipo en la temporada 2023-24 ni en la 2024-25. En la temporada 2025-26 volvieron a tener un equipo en Regional Preferente.

## Uniforme
- Uniforme titular: Camiseta blanca, pantalón azul y medias blancas.

## Estadio
El C. D. San Lorenzo jugaba sus partidos en el campo del Municipal de Deportes, con una capacidad de 1.000 espectadores.
Durante diversas temporadas este estadio fue el lugar elegido para realizar la pretemporada por parte del extinto C. D. Logroñés.

## Datos del club
- Temporadas en Primera División: 0
- Temporadas en Segunda División: 0
- Temporadas en Segunda División B: 0
- Temporadas en Tercera División: 1
- Mejor puesto en la liga: 19.º en Tercera División de España (temporada 2006-07)

## Palmarés
Nota: en negrita competiciones vigentes en la actualidad.
| Competición regional                  | Títulos  | Subcampeonatos |
| ------------------------------------- | -------- | -------------- |
| Regional Preferente de La Rioja (1/0) | 2006-07. |                |
| Segunda Regional de Navarra (1/0)     | 1982-83. | .              |

## Trayectoria de la sección de fútbol

### Historial de temporadas
| Temporada     | División            | Puesto |
| ------------- | ------------------- | ------ |
| 1977-78       | 2ª Regional Navarra | 12.º   |
| 1978-79       | 2ª Regional Navarra | 10.º   |
| 1979-80       | 2ª Regional Navarra | 9.º    |
| 1980-81       | 2ª Regional Navarra | 6.º    |
| 1981-82       | 2ª Regional Navarra | 6.º    |
| 1982-83       | 2ª Regional Navarra | 1.º    |
| 1983-84       | 1ª Regional Navarra | 14.º   |
| 1984-85       | 1ª Regional Navarra | 8.º    |
| 1985-86       | 1ª Regional Navarra | 11.º   |
| 1986-87       | Preferente          | 17.º   |
| Desde 1987-88 | Inactivo            | —      |
| Hasta 1988-89 | Inactivo            | —      |
| 1989-90       | 1ª Regional         | 6.º    |
| 1990-91       | 1ª Regional         | 5.º    |
| 1991-92       | Preferente          | 8.º    |
| 1992-93       | Preferente          | 7.º    |
| 1993-94       | Preferente          | 6.º    |

| Temporada | División       | Puesto |
| --------- | -------------- | ------ |
| 1994-95   | Preferente     | 9.º    |
| 1995-96   | Preferente     | 8.º    |
| 1996-97   | Preferente     | 14.º   |
| 1997-98   | Preferente     | 12.º   |
| 1998-99   | Preferente     | 13.º   |
| 1999-00   | Preferente     | 10.º   |
| 2000-01   | Preferente     | 10.º   |
| 2001-02   | Preferente     | 10.º   |
| 2002-03   | Preferente     | 12.º   |
| 2003-04   | Preferente     | 21.º   |
| 2004-05   | Preferente     | 7.º    |
| 2005-06   | Preferente     | 1.º    |
| 2006-07   | 3ª (Grupo XVI) | 19.º   |
| 2007-08   | Preferente     | 9.º    |
| 2008-09   | Preferente     | 8.º    |
| 2009-10   | Preferente     | 5.º    |
| 2010-11   | Preferente     | 14.º   |

| Temporada     | División   | Puesto |
| ------------- | ---------- | ------ |
| 2011-12       | Preferente | 16.º   |
| 2012-13       | Preferente | 9.º    |
| 2013-14       | Preferente | 14.º   |
| 2014-15       | Preferente | 14.º   |
| 2015-16       | Preferente | 15.º   |
| 2016-17       | Preferente | 14.º   |
| 2017-18       | Preferente | 10.º   |
| 2018-19       | Preferente | 13.º   |
| 2019-20       | Preferente | 15.º   |
| 2020-21       | Preferente | 16.º   |
| 2021-22       | Preferente | 19.º   |
| 2022-23       | Preferente | 17.º   |
| Desde 2023-24 | Inactivo   | —      |
| Hasta 2024-25 | Inactivo   | —      |
| 2025-26       | Preferente |        |

LEYENDA
```
 :Ascenso de categoría

 :Descenso de categoría
```